# تاج

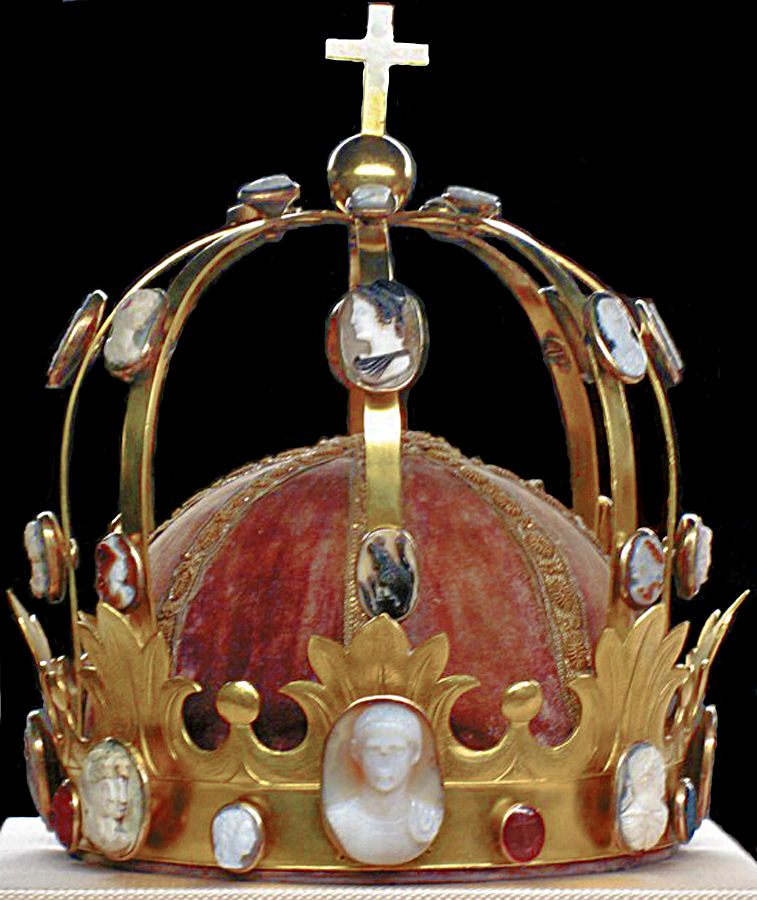
تاج ناپلئون بناپارت نخستین امپراتور فرانسه

واژه تاج ( واژه ی در پارسی باستان تاگه ودر پارسی نو تاج شده) یک کلاه نمادین است که توسط پادشاهان و ملکه‌ها (شهبانوها) به سر گذاشته می‌شود تا نشانه‌ای از رسمیت آنان باشد. تاج‌ها معمولاً به جواهرات مزین می‌شوند.
به آیینی که در آن برای نخستین‌بار بر سر یک پادشاه یا ملکه تاج گذاشته می‌شود، آیین تاجگذاری می‌گویند. تاج‌های ویژهٔ شاهنشاهان ایران باستان با نام دیهیم نیز شهرت دارند. در ادبیات فارسی تاجور و تاجدار مترادف‌هایی برای شاه هستند.

## نگارخانه

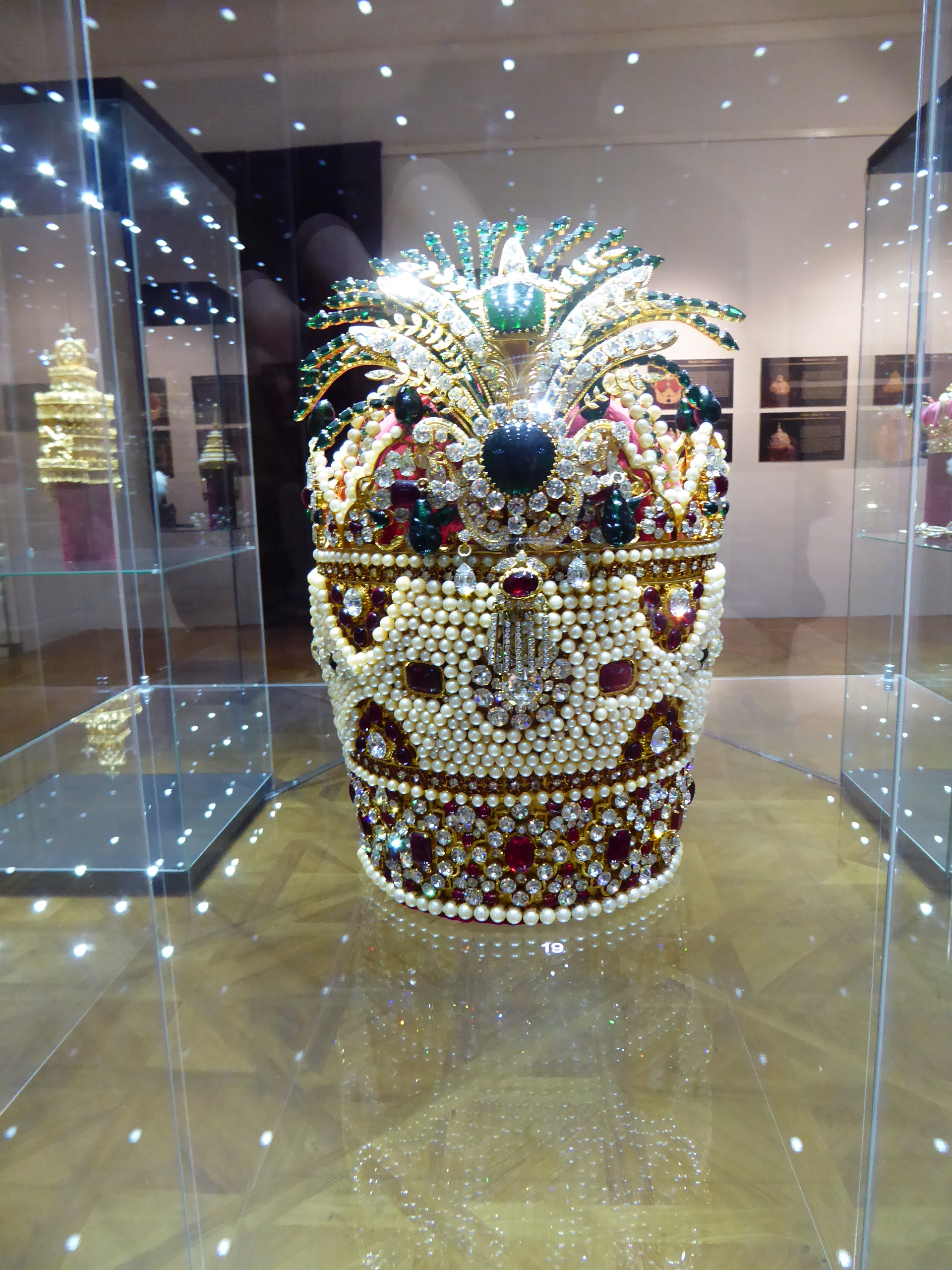
تاج کیانی تاج مخصوص پادشاهان قاجار شامل حدود ۱۸۰۰ قطعه یاقوت سرخ، ۱۸۰۰ قطعه مروارید، ۳۰۰ قطعه زمرد و جواهرات دیگر بود.
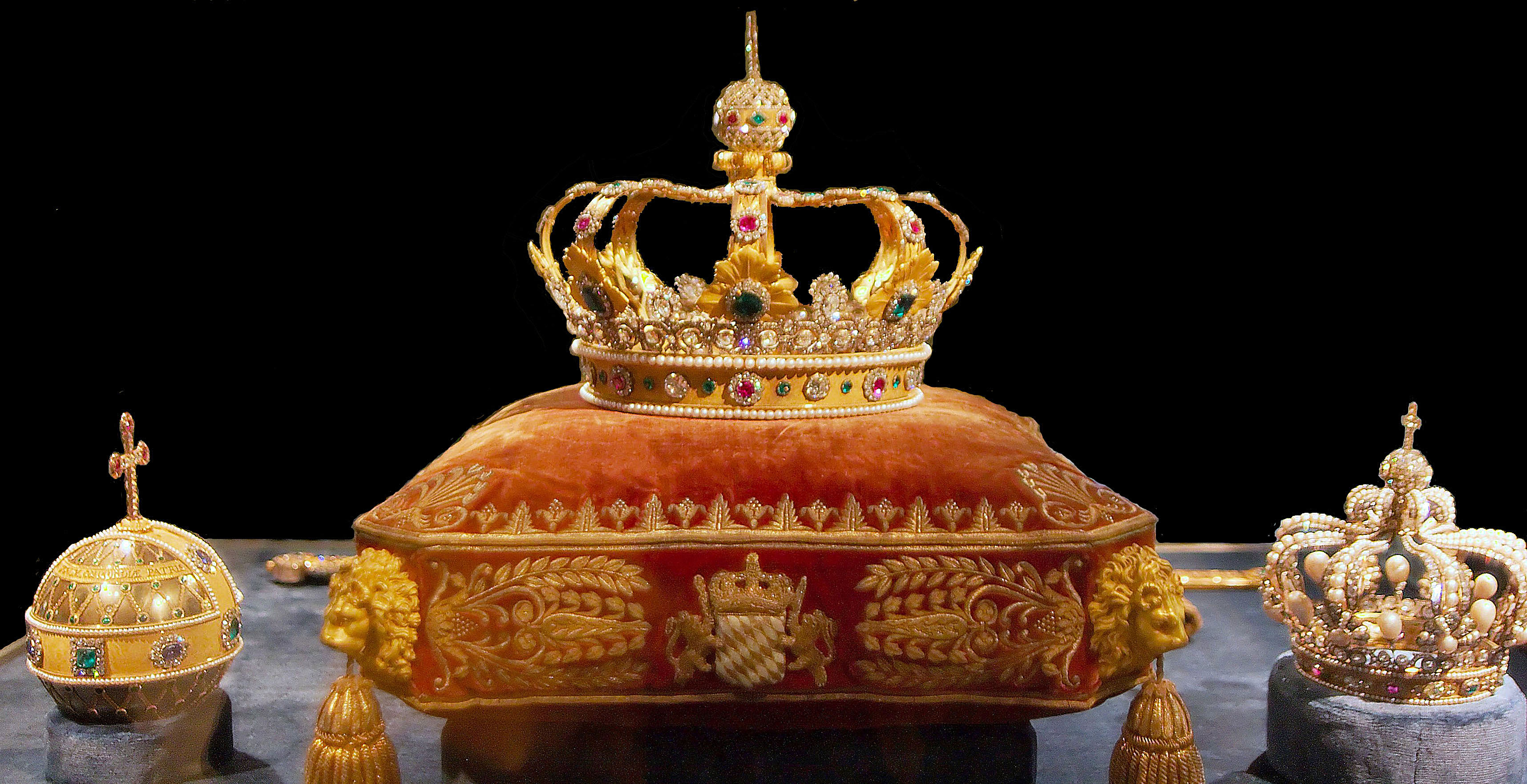
جواهرات سلطنتی باواریا. تاج پادشاه با الماس، زمرد، یاقوت سرخ، یاقوت کبود و مروارید و تاج ملکه با الماس‌ها و مرواریدهای بزرگ ساخته شده‌است.
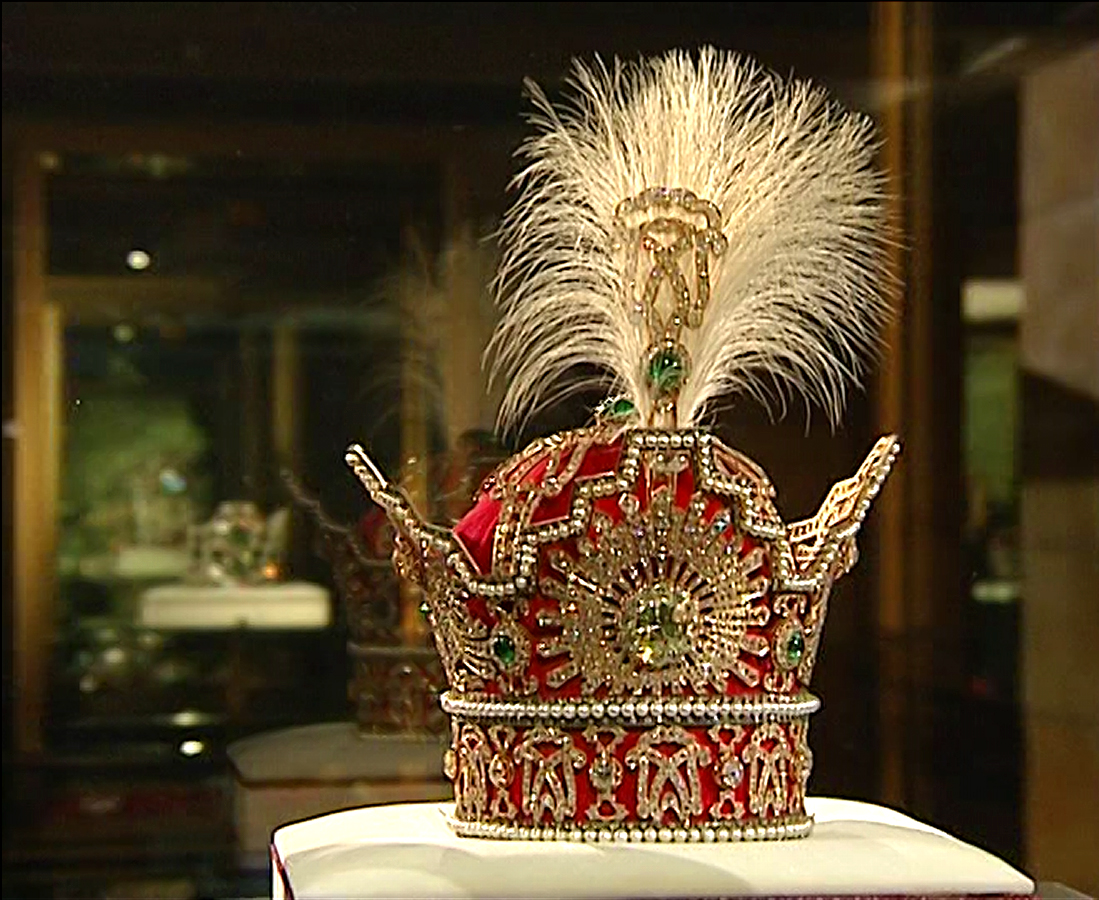
تاج پهلوی از ۳۳۸۰ قطعه الماس، ۵ قطعه زمرد، ۲ قطعه یاقوت کبود و ۳۶۸ حبه مروارید تشکیل می‌شد.
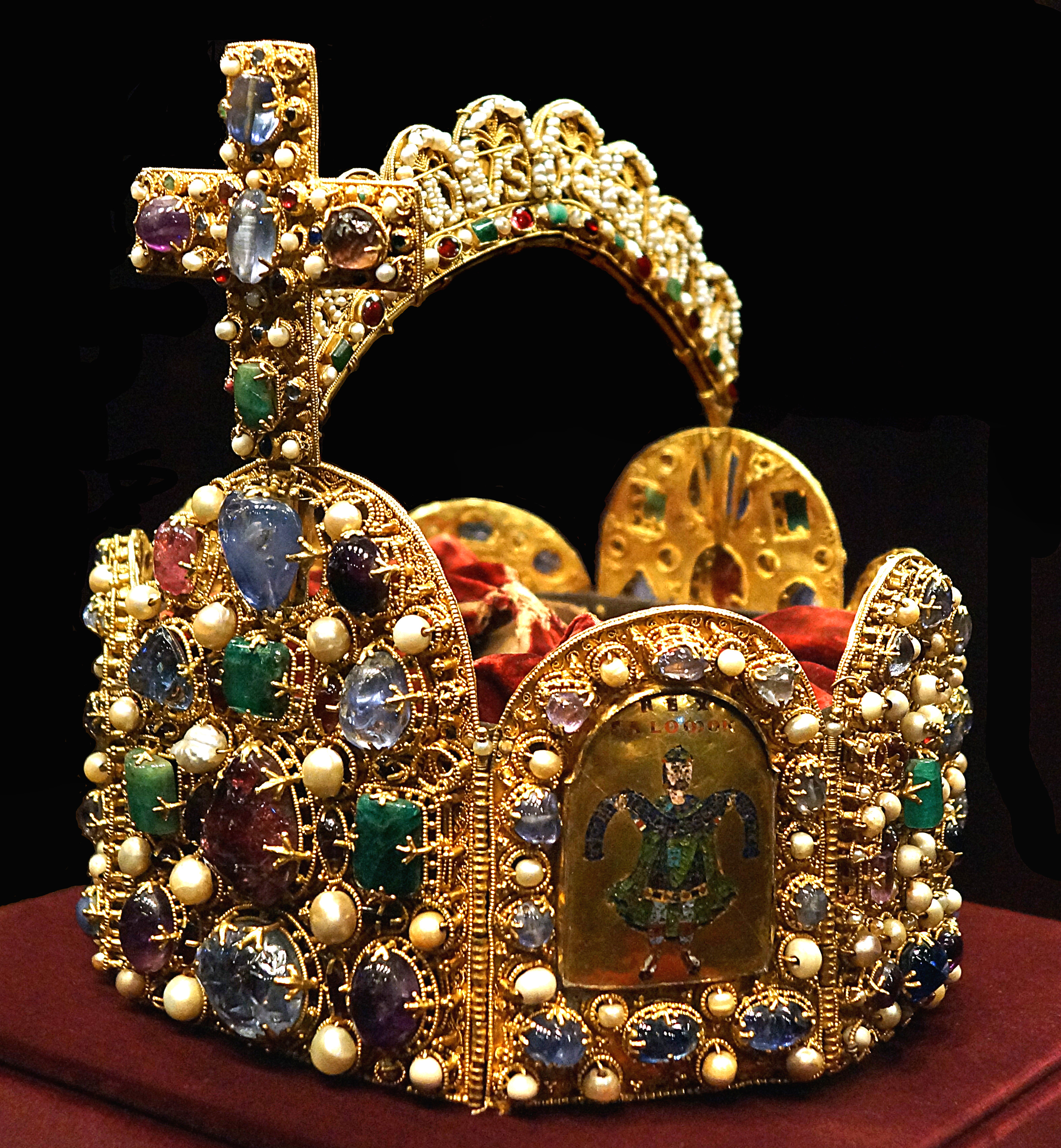
تاج امپراتور مقدس روم در قرن پانزدهم از طلای ۲۲ عیار ساخته شده و شامل ۱۴۴ قطعه یاقوت کبود، زمرد و آمیتیس و تقریباً همین تعداد مروارید می‌شود.
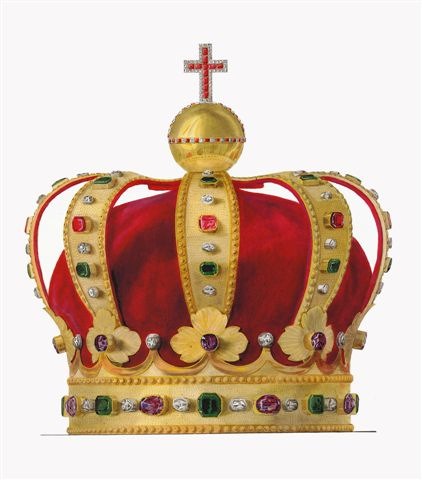
تاج گیورگی دوازدهم آخرین پادشاه گرجستان از طلا ساخته شده و شامل ۱۴۵ قطعه الماس، ۵۸ قطعه یاقوت سرخ، ۲۴ قطعه زمرد و ۱۶ قطعه آمیتیست بود.
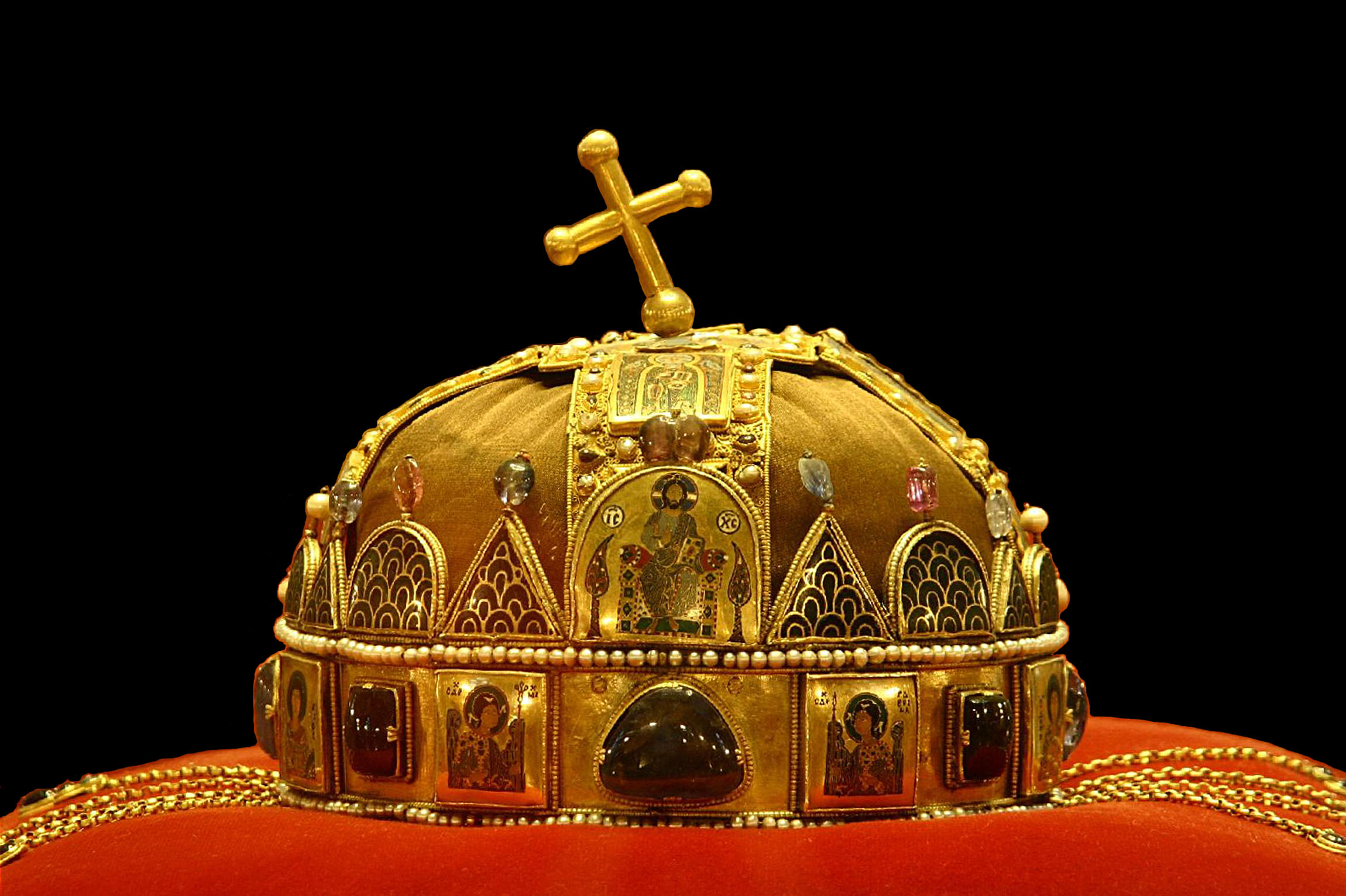
تاج پادشاهان مجارستان در قرن دوازدهم با آلیاژ طلا و نقره ساخته شده
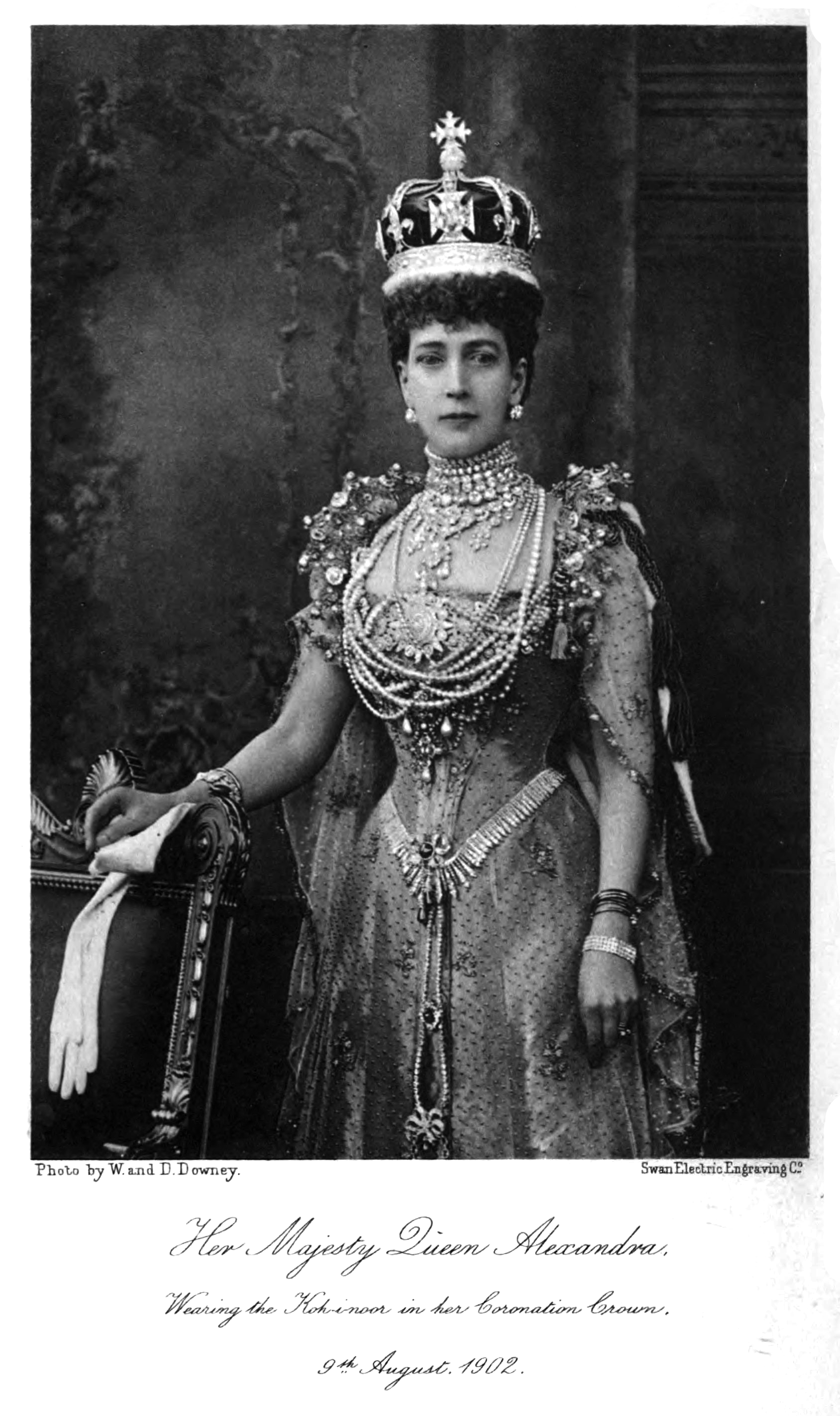
ملکه آلکساندرا تاج سلطنتی بریتانیا را که الماس کوه نور بر مرکز آن قرار گرفته بر سر نهاده‌است.